# Балтийский крест
Балтийский крест (нем. Baltenkreuz) — награда Веймарской республики. Учреждён в 1919 году Балтийским Национальным комитетом (политическое представительство немецкого населения, проживающего на берегах Балтийского моря: Южной Ливонии и Курляндии (ныне часть современной Литвы и Латвии)).

## Награждение
Награда, имевшая изначально статут памятного знака, учреждена для награждения членов ополчения стран Балтики — Ландесвера и добровольцев, немецкого происхождения, принимавших участие в боях с Красной Армией в странах Прибалтики в 1918—1919 годах не менее трёх месяцев. Награждение началось с июля 1919 года. Всего было произведено 21839 награждения.
Согласно дополнению к «Закону о званиях, орденах и государственных наградах» от 07.04.1933 г., утверждённому 15.05.1934 г. (RGBl. I, № 52 v. 16.05.1934, стр. 379), а также на основании Приказа от 16.11.1935 г.(RGBl. I, № 127 v. 16.11.1935, стр. 1341ff.) о вступлении в силу этого Дополнения, Балтийский крест приравнивался к государственным наградам нацистской Германии и было разрешено его ношение ветеранами-фрайкоровцами.
В послевоенное время в соответствии с разделом 6.1 Федерального закона ФРГ «О титулах, орденах и почетных знаках» (§ 6 Abs. 1 № 1 закона о званиях, орденах и регалиях /Ordensgesetz от 26. Июль 1957/BGBl. I, № 37 до 05.08.1957, с. 844—847), Балтийский крест был приравнен к государственным наградам Федеративной республики Германия и разрешён к ношению наряду с другой фрайкоровской наградой — Силезским знаком за заслуги.

## Форма и ношение награды

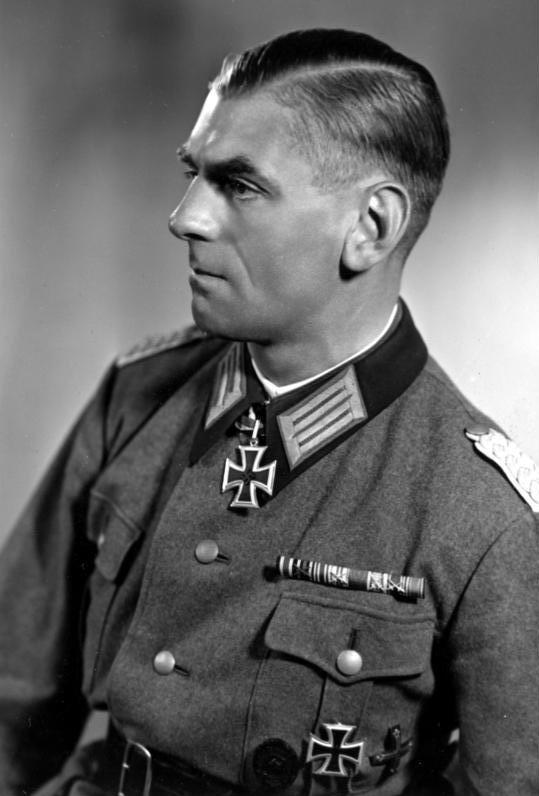
Майор полиции Рудольф Паннир (22 мая 1942). На груди заметный Балтийский крест.

Балтийский крест выполнен в форме равностороннего прямого (т. н. греческого) креста, аналогично Кресту из герба великого магистра Немецкого Тевтонского ордена. Награда изготавливалась из серебра или бронзы с чернением (оксидированием или покрытием чёрным лаком) или серебрением основы и золочением накладки. Награждение Балтийским крестом сопровождалось внесением соответствующей записи в Солдатскую книжку.
Балтийский крест был учреждён в единственном классе. Существовало два способа его ношения — на ленте и как нагрудный знак. На начальном этапе награждения, когда нагрудный вариант Балтийского креста не был распространён, в полевых условиях награждённые носили ленту награды в петлице или планку. Поэтому и возникло мнение, что существует два класса Балтийского креста. В торжественных случаях крест носился на ленте в петлице или на парадной колодке. Официально утверждённая лента для ношения «подвесного» варианта Балтийского креста имела расцветку Балтийского ополчения: ширина 25 мм, в центре широкая синяя полоска шириной 9 мм, по обеим сторонам от которой — две узкие по 2 мм каждая, всё выполнено на белом шёлке.
Балтийским крестом также награждён боец фрайкора Герман Сушон (02.01.1895 - 24.01.1982), застреливший Розу Люксембург.